# Mayordomo de palacio
Durante el periodo merovingio, el mayordomo de palacio (del latín: maior domus, que significa «el más importante o el principal de todos los servidores de la casa») era el intendente principal del rey. Durante el reinado de los últimos reyes merovingios, llegaron a tener el poder político, ejerciendo una función similar a la de «primer ministro». Este cargo, frecuentemente, era hereditario.

## Periodo merovingio
A lo largo de este periodo aparece la familia de los pipínidas, descendientes de Pipino de Heristal, que da paso al nacimiento de la dinastía carolingia.
El poder de los mayordomos de palacio fue incrementándose de un modo continuo. En principio eran servidores del rey y responsables del palacio, pero de forma progresiva y a partir del siglo VII desarrollaron un verdadero poder detrás del trono de Austrasia, el sector noreste del reino de los Francos bajo la dinastía merovingia, por lo que este oficio se convirtió en una apuesta entre los aristócratas y rápidamente llegó a ser hereditario en la familia de los carolingios.
Dagoberto I, consciente de la amenaza que estos representaban, se separa del mayordomo Pipino de Landen y retoma, personalmente, el poder. Pero cuando muere, el reino recae definitivamente en manos de los mayordomos pipínidas. La ascensión de los pipínidas no se realizó sin tropiezos y durante 20 años, de 662 a 680, fueron expulsados del poder por la familia de Wulfoaldo. Ansegisel, padre de Pipino de Heristal fue asesinado durante este periodo. Los soberanos descendientes de Dagoberto I, a menudo muy jóvenes y con una esperanza de vida muy corta, no podían reinar sin la ayuda de los mayordomos de palacio. Estos aprovecharon la situación para acrecentar su poderío y dirigir el país reemplazando a los soberanos: ellos nombraban a los obispos, los condes y los duques, firmaban los acuerdos con los países vecinos, decidían y mantenían las campañas militares. Los mayordomos de palacio tejieron, para su provecho, una red de fidelidades basadas en las dotes y las alianzas matrimoniales.
En definitiva, el soberano no tenía ninguna función, de ahí el nombre de «reyes holgazanes» que se atribuía a los soberanos descendientes de Dagoberto I. No obstante, esta expresión peyorativa debe situarse en su contexto. La dinastía carolingia denigró, tan pronto como llegó al poder, a la antigua dinastía merovingia, con el fin de legitimar su golpe de Estado.
El último rey merovingio, Childerico III, fue encerrado en un monasterio por Pipino el Breve en 751. Pipino pide al papa Zacarías que le reconozca como soberano del reino franco. Se trata de una usurpación y de un golpe de Estado, legitimado por los historiadores de la dinastía carolingia, en particular por Eginardo. Pipino es proclamado rey en 751, más tarde es consagrado en la Basílica de Saint-Denis en 754. Su hijo, Carlomagno, asumió incluso un mayor poder que su padre al ser coronado como emperador del Imperio carolingio, convirtiéndose en una de las más grandes figuras en la historia de Francia y Alemania.

## Principales mayordomos de palacio
Austrasia
- Radon, mayordomo de palacio en Austrasia (613–616).
- Pipino de Landen, mayordomo de palacio bajo el reinado de Dagoberto I (623–640) fue excluido para rebajar sus pretensiones en 640, pero tras la muerte de Dagoberto, recobra su función a petición de la regente del reino.
- Otton, mayordomo de palacio de Austrasia en (640–643).
- Grimoaldo I, mayordomo de palacio de Austrasia (643–656).
- Wulfoaldo, mayordomo de palacio de Austrasia (662–680) y de Neustria (673–675).
- Aségise († 695) hijo de san Arnoul, mayordomo de palacio de Austrasia.
- Grimoaldo II (†714), hijo de Pipino de Heristal, mayordomo de palacio de Austrasia (698).
- Pipino de Heristal o de Herstal, llamado también Pipino el Joven (635–714), sobrino de *Grimaldo, mayordomo de los palacios de Austrasia, Neustria y Borgoña.
- Carlos Martel (hacia 676), hijo de Pipino de Heristal, mayordomo de palacio de Austrasia y de Neustria, duque de Francia (737–741).

Borgoña
- Garnier, embajador de Bizancio hacia 570, después mayordomo de palacio.
- Pipino de Heristal, llamado Pipino el Joven (635–714), sobrino de Grimaldo, mayordomo del palacio de Austrasia, Neustria y Borgoña.
- Pipino el Breve (hacia 715–768), hijo de Carlos Martel, mayordomo de palacio de Neustria, Borgoña y Provenza, rey de Neustria (751–768), rey de Francia (751).

Neustria
- Gundeland (613/616–639).
- Erquinoaldo (641–658).
- Ebroín (658–673 y 675–†680).
- Wulfoaldo, mayordomo de palacio de Austrasia (662–680) y de Neustria (673–675).
- Leudesius, nombrado después de Vulfoald, es rápidamente expulsado del poder por Ebroín a su vuelta del exilio.
- Waratton (680–†686), depuesto, por un tiempo, por su hijo.
- Ghislemar, hijo del anterior, derrocó a su padre en 684, y murió poco después.
- Berchaire (686 † 687), yerno de Waratton.
- Pipino de Heristal, llamado Pipino el Joven (635–714). Sobrino de Grimaldo, mayordomo de palacio de Austrasia, Neustria y Borgoña.
- Ragamfred, mayordomo de palacio de 715 a 717.
- Pipino el Breve (hacia 715–768), hijo de Carlos Martel, mayordomo de palacio de Neustria, Borgoña y Provenza, rey de Neustria (751–768), rey de Francia (751).

Numerosos casos de entrega del poder de la dinastía «legítima» a una dinastía de servidores se han producido en la historia. Los más conocidos, porque se instalaron durante un largo período, como en el caso de los pipínidas, son: los Peshawa, los Marathas y los Shōgun del Japón.